# Рязанка (река, впадает в Белое море)
Рязанка — река в Мурманской области России. Протекает по территории Терского района. Впадает в Кандалакшский залив Белого моря.
Длина реки составляет 29 км. Площадь бассейна 102 км².
Берёт начало в Колвицких тундрах на высоте 300 м над уровнем моря. Протекает по лесной, местами болотистой местности. Порожиста. Проходит через озёра: Нижнее, Рязаново, Длинное, Малое Ивановское и Ёканское. Основной приток Медвежий (слева). Впадает в Кандалакшский залив Белого моря. Населённых пунктов на реке нет.

## Данные водного реестра
По данным государственного водного реестра России относится к Баренцево-Беломорскому бассейновому округу, водохозяйственный участок реки — реки бассейна Белого моря от западной границы бассейна реки Йоканга (мыс Святой Нос) до восточной границы бассейна реки Нива, без реки Поной. Речной бассейн реки — бассейны рек Кольского полуострова и Карелии.
Код объекта в государственном водном реестре — 02020000212101000009404.